# Ziano di Fiemme
Ziano di Fiemme (im Trentiner Dialekt: Suan, deutsch veraltet: Zanonberg) ist eine italienische Gemeinde (comune) mit 1784 Einwohnern (Stand 31. Dezember 2023) in der  Provinz Trient, Region Trentino-Südtirol. Sie gehört administrativ zur Talgemeinschaft Comunità territoriale della Val di Fiemme und historisch zur Talgemeinde Fleims.

## Geographie
Die Gemeinde liegt etwa 38 Kilometer nordöstlich von Trient im oberen Fleimstal am Fluss Avisio in den Fleimstaler Alpen auf einer Höhe von 953 m s.l.m. Südlich von Ziano di Fiemme liegt die Lagorai-Kette, während sich nördlich die südlichen Ausläufer der Latemar-Gruppe erstrecken. Zum Gemeindegebiet gehören auch Fraktionen Bosin, Roda, Zanolin und Zanon.

## Verkehr
Durch das Gemeindegebiet von Ziano di Fiemme verläuft die Strada Statale 48 del Dolomiti (bzw. die Große Dolomitenstraße) von Auer (Südtirol) nach Auronzo di Cadore. Von 1917 bis zur Stilllegung der Fleimstalbahn 1963 besaß Ziano di Fieme auch einen Bahnanschluss. 

## Söhne und Töchter der Stadt
- Pietro Delugan (1854–1923), Baumeister
- Federico Deflorian (1921–2003), Skilangläufer
- Renzo Zorzi (1946–2015), Automobilrennfahrer

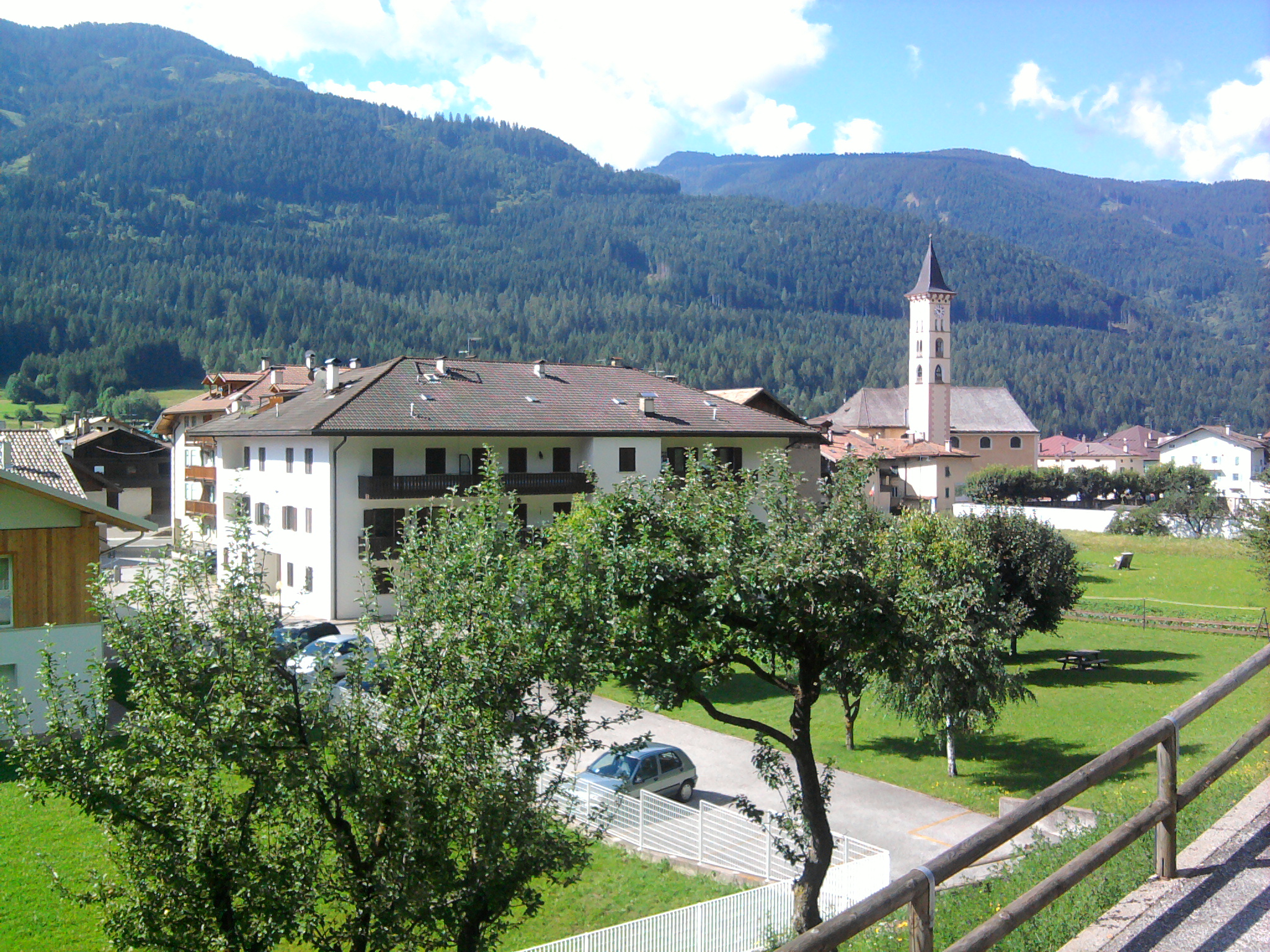
Ziano di Fiemme
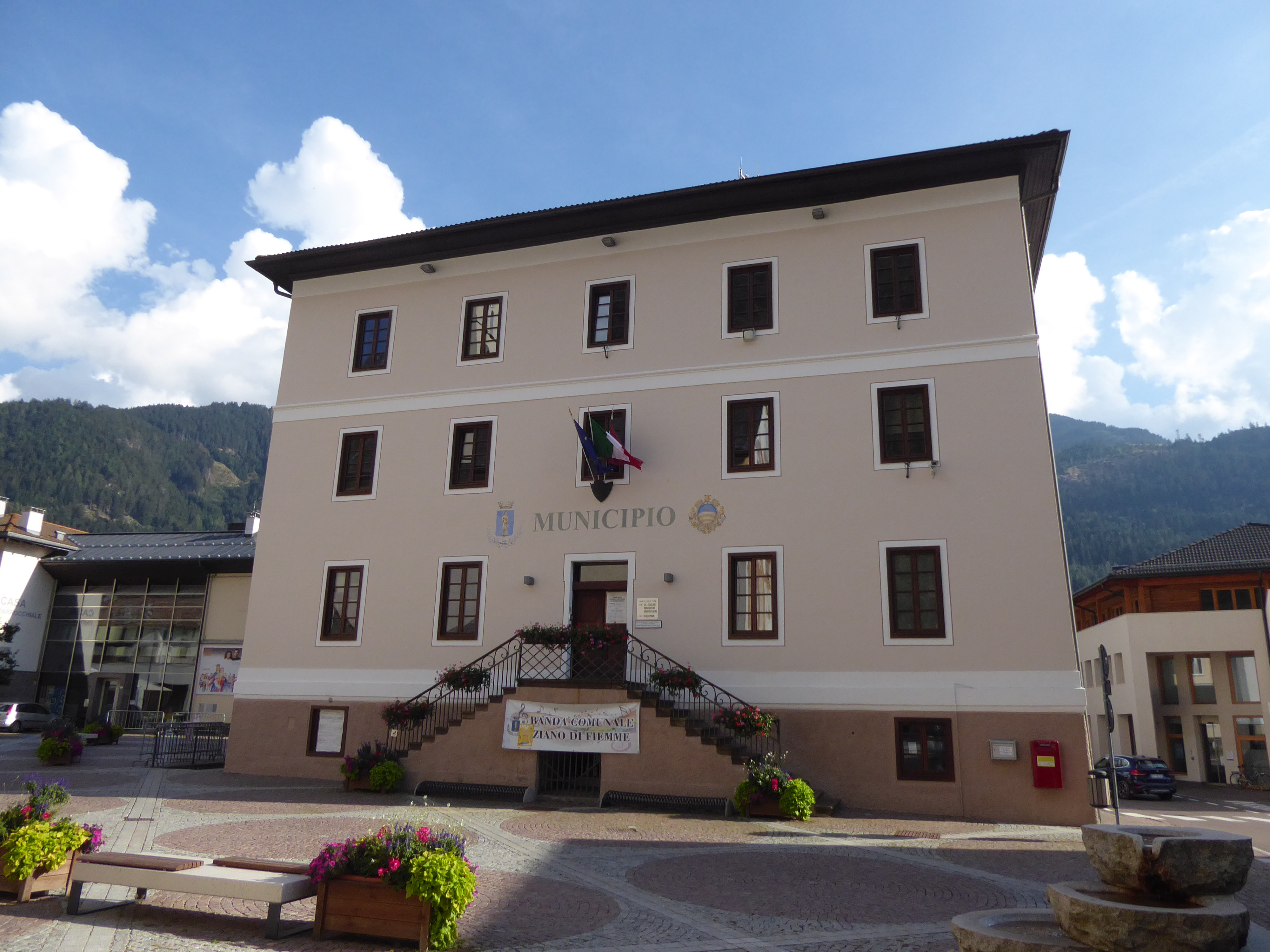
Rathaus
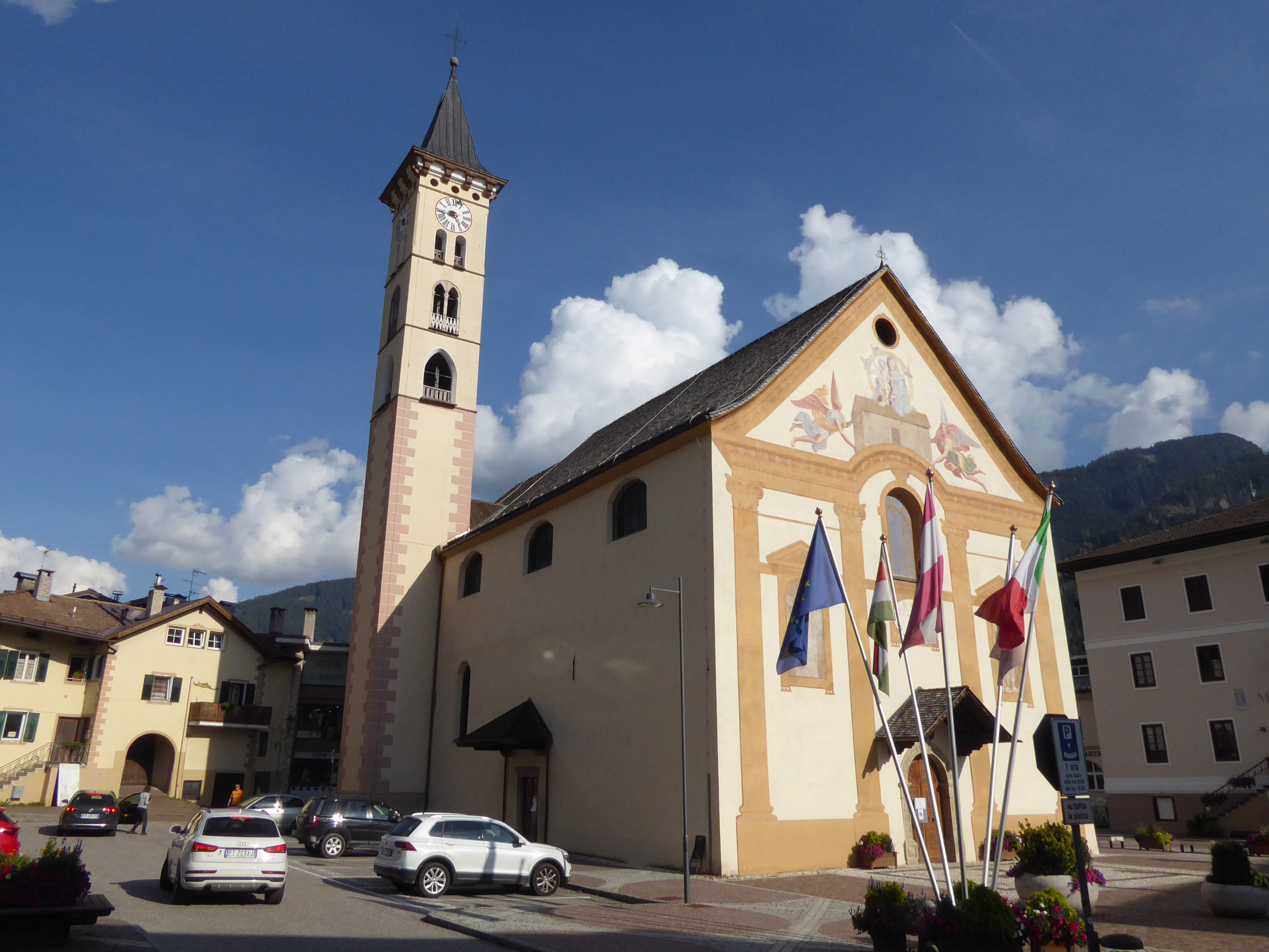
Pfarrkirche Madonna di Loreto
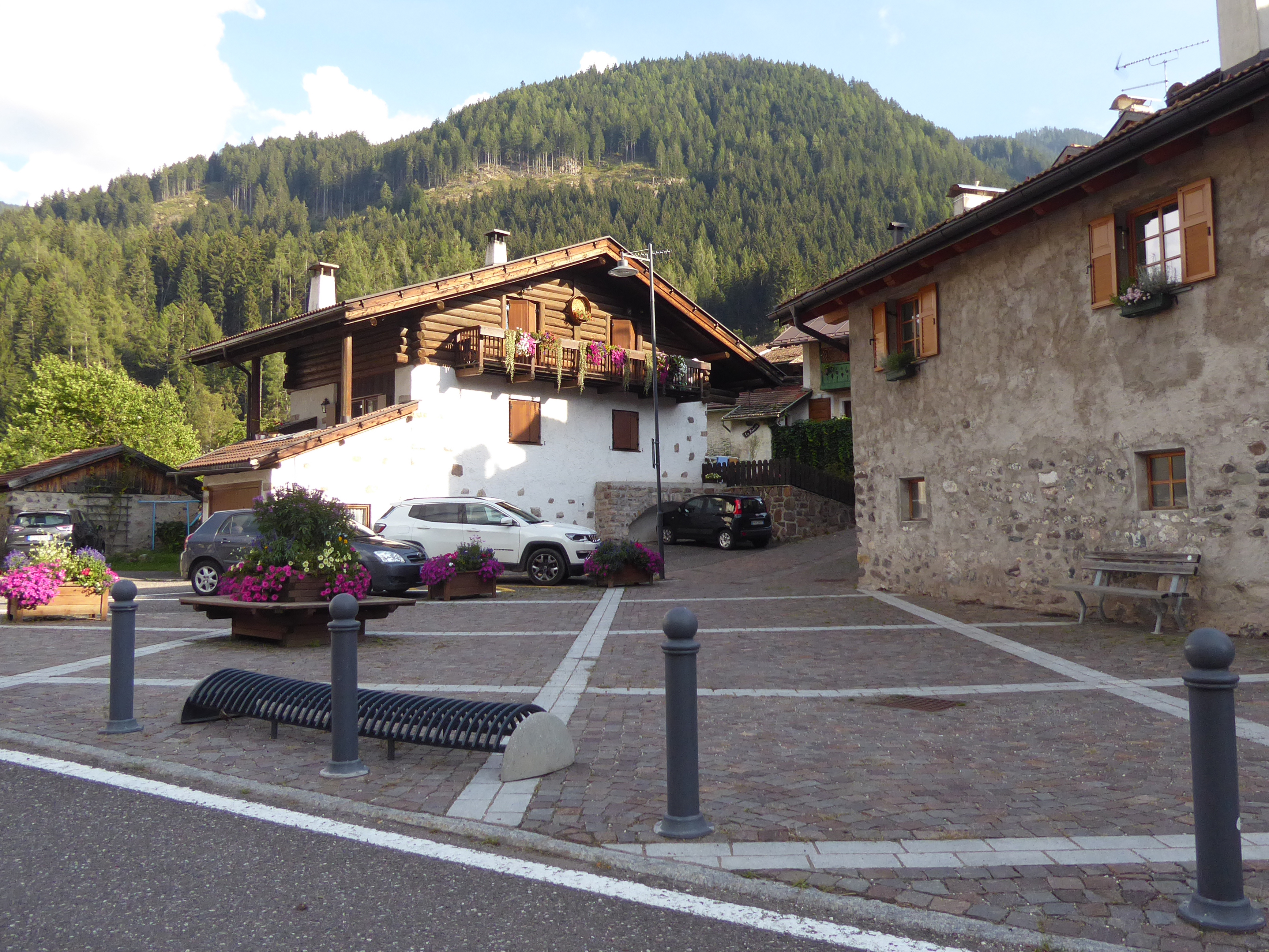
Ortsteil Roda